# Suncho Corral
Suncho Corral es una localidad de la provincia de Santiago del Estero, Argentina. Es la cabecera del departamento Juan F. Ibarra, en el centro de la provincia. Se accede a ella por la ruta Nacional Nº 89, que la comunica con la provincia del Chaco. 

## Historia
- Fines del siglo XVIII: las tierras situadas a la margen izquierda del Río Salado, propiedad de Matías Ibarra y Doña María Antonia Paz y Figueroa, se conocen como "Estancia de Suncho Corral".
- 1853: Fundación oficial del pueblo.[1]
- 1859: En el contexto de la Colonización del Chaco promulgada en 1858,[2] comienzan a rematarse las primeras tierras públicas y comienza la colonización de la zona, que pasa a denominarse "Paraje Suncho Corral".
- 1891: Se instalan los rieles del Ferrocarril, designándose Comisario de los Campamentos de Obraje de la Línea “San Cristóbal” a Pedro Scheidenned.
- 1903: Se forma la Comisión de Fomento de Suncho Corral y se inaugura el edificio de la Escuela Trejo y Sanabria Nº 5.
- 1911: Una ley del 11/11/1911 designa a la localidad como cabecera del departamento.
- 1913: Se inaugura en Suncho Corral el Matadero Municipal.
- 1932: Se construye el Templo de la Iglesia San Miguel Arcángel, la cual permanece sin sacerdote hasta el año 1943 en el que es designado párroco al Padre José Ismael Murillo.
- 1957: Se construye el Acueducto Simbolar-Añatuya
- 1960: Suncho Corral pasa a depender de la Diócesis del Obispado de Añatuya. En 1971 llegan las primeras monjas a catequizar a los fieles del pueblo.
- 1980: Se crea el Instituto de Formación Docente Nº 9.
- 1983: Se eleva el rango de la localidad de Comisión Municipal a Municipio de Tercera Categoría.

## Intendentes de la Ciudad
- 1999: Pedro "Telmo" Rodríguez
- 2003: Rodolfo Hallack
- 2006: Mario García
- 2010: Jorge "Tala" Daniel Azar
- 2014: Jorge "Tala" Daniel Azar
- 2018: Estela "Tronchi" Protti
- 2022: Francisco Nasin Vittar

## Población
Cuenta con 7,201 habitantes (Indec, 2010)  lo que representa un incremento del 18,3% frente a los 6,087 habitantes (Indec, 2001) del censo del 2001. Esta población la sitúa como el decimo aglomerado urbano de su provincia.
| Gráfica de evolución demográfica de Suncho Corral entre 1960 y 2010 |
|                                                                     |
| Fuentes: INDEC                                                      |

## Bandera de Suncho Corral
COLORES
El Color Verde
En la base de la bandera se muestra un campo, de color verde símbolo del carácter agrícola de nuestro pueblo y la zona circundante que desde el año 1600 sembraba trigo, molía sus granos para hacer el pan la muestra son las tahonas de Guaype y Lojlo informadas por el Encomendado Carranza al Gobierno de Buenos Aires, luego la zona incorporó el sembradío de alfalfa.
El color celeste
Las cuñas celestes representan el Río Salado motivo de la existencia y subsistencia de Suncho Corral. Se lo representa como una cuña porque esa es la característica importante del río que en aproximadamente 8 kilómetros 4 hacia el norte y 4 hacia el sud corre encajonado propiedad que lo constituyó en reservorio de agua desde los inicios del Curato de Matará  hay una proficua documentación que da cuenta de las expediciones que se aprovisionaban del vital elemento desde el inca, hasta Rubin de Celiz
Este dato es importante y exige un esfuerzo de deducción.

En los años sesenta, según registros la cota del río del puente al lecho era de 11 metros, hoy tiene 6 metros si en 50 años se enlamo su cause en 5 metros, en retrospectiva, en el siglo XVI la profundidad era más que importante, una profunda olla que constituía la riqueza de Suncho Corral y se lo consigna con vos privilegiada.  Como población se menciona más a Guaype y Lojlo, esto es lógico porque en esos parajes el río se aplana y permite se lo utilice para riego de la siembra antes mencionada, en Suncho propiamente era imposible sembrar porque no había maquinarias que extraigan el agua de esas profundidades. Recién en 1911 Don Pedro Luis Rimini instaló un motor a Vapor en su finca Recreo para sembrar y regar.

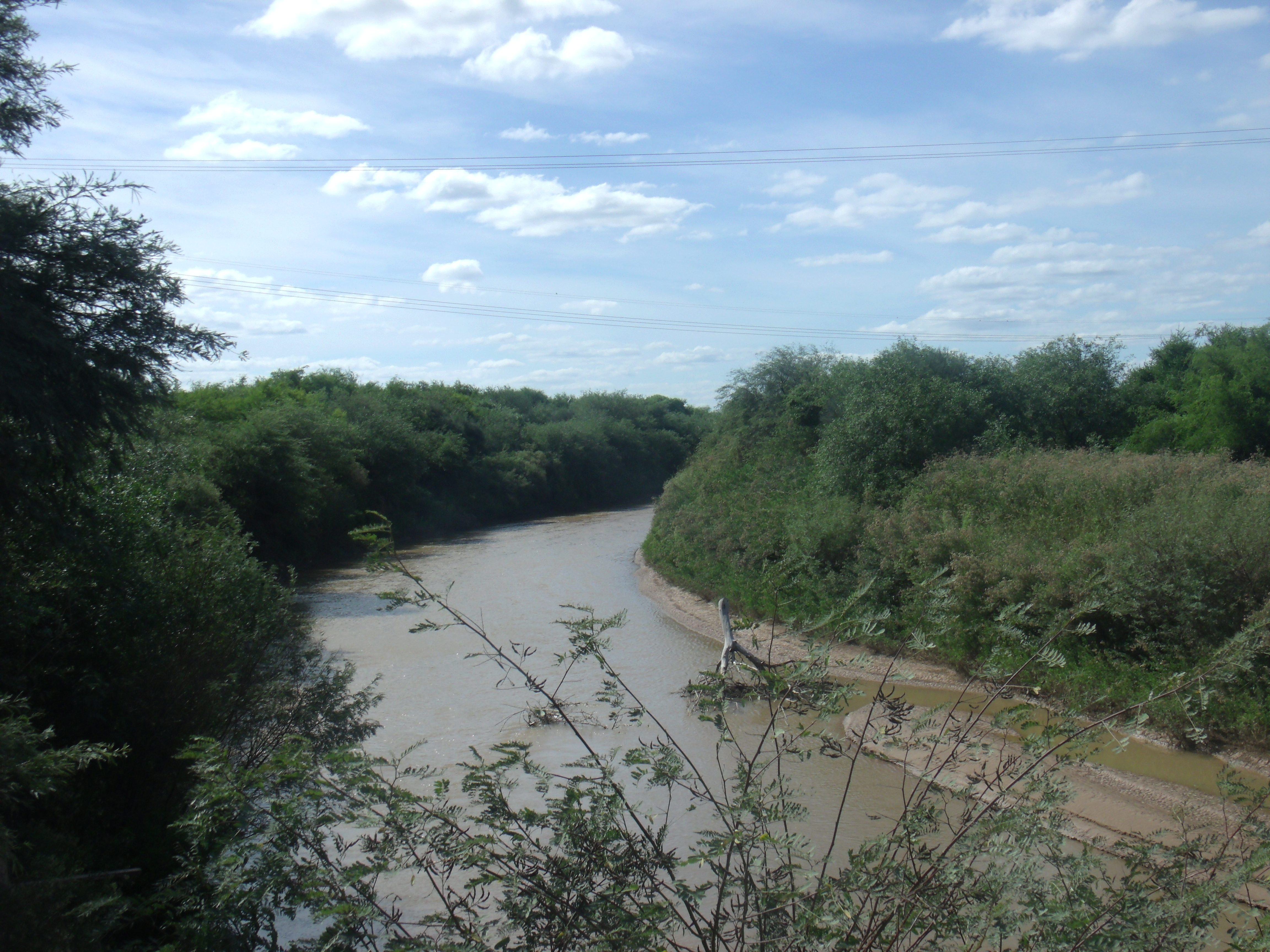
Río Juramento visto desde el puente en Suncho Corral.

Ese es el motivo de simbolizarlo al río como una hendidura o cuña.
El color Rojo

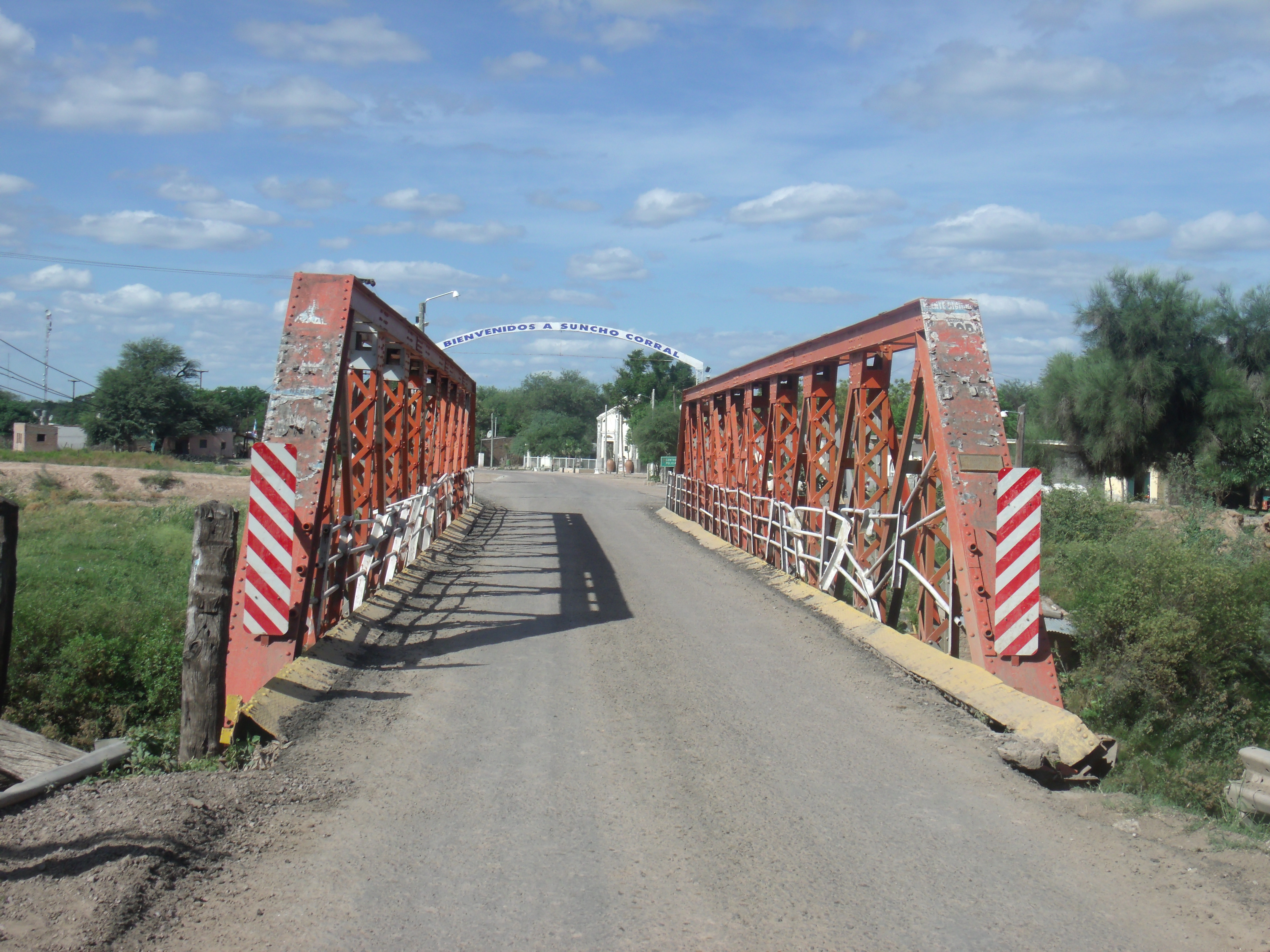
Puente metálico sobre el río Juramento (sin. río Salado) a su paso por el poblado.

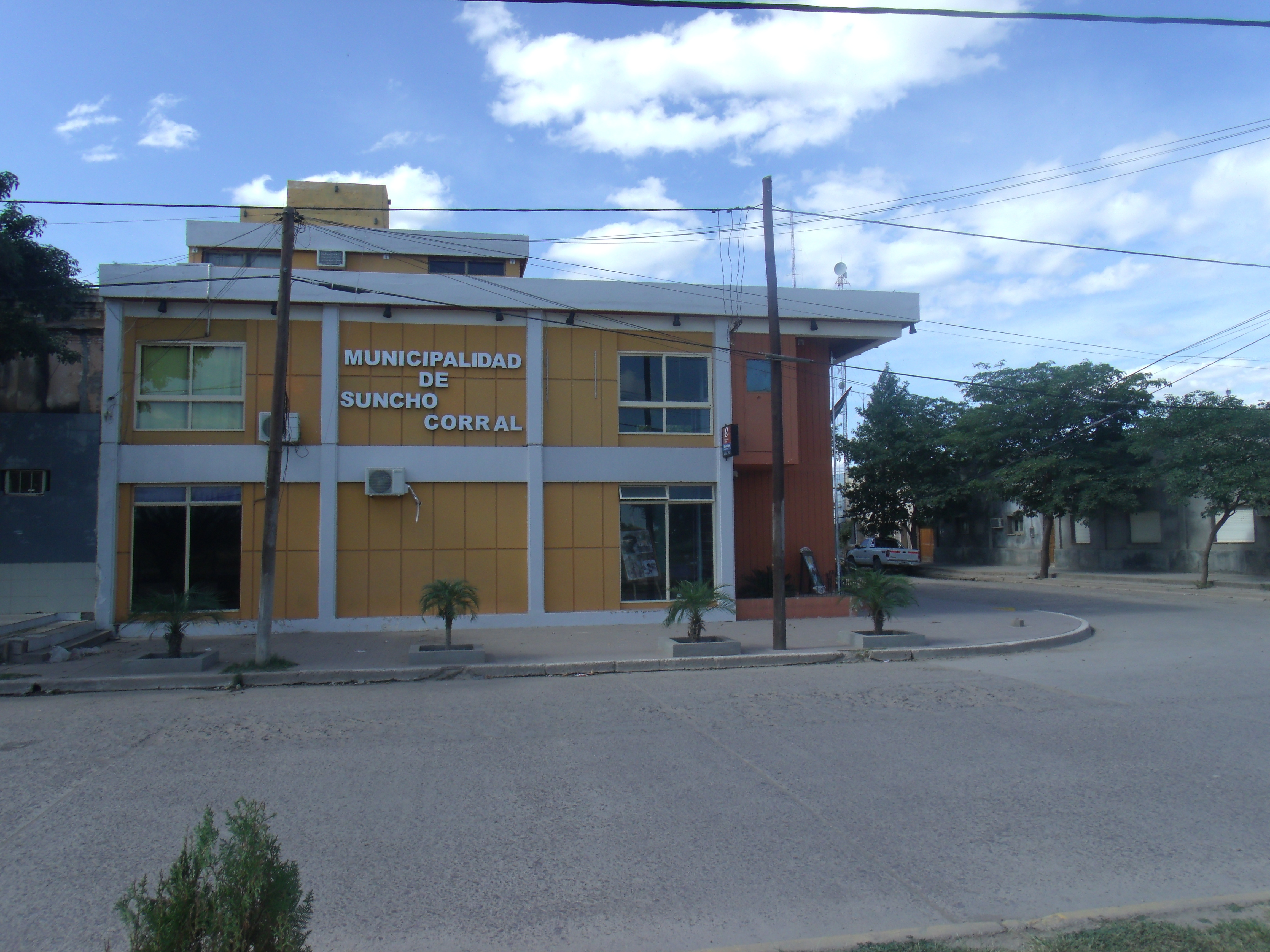
Municipalidad de Suncho Corral.

Representa el Quebracho Colorado, reproduciendo estudios del Ingeniero Ledesma (una de las mentes más esclarecidas de La Provincia hoy a los casi100 años asesor de la Gobernación, no decorativamente sino con aportes sólidos, Este año fue invitado a dictar una conferencia en La Universidad de Buenos Aires.

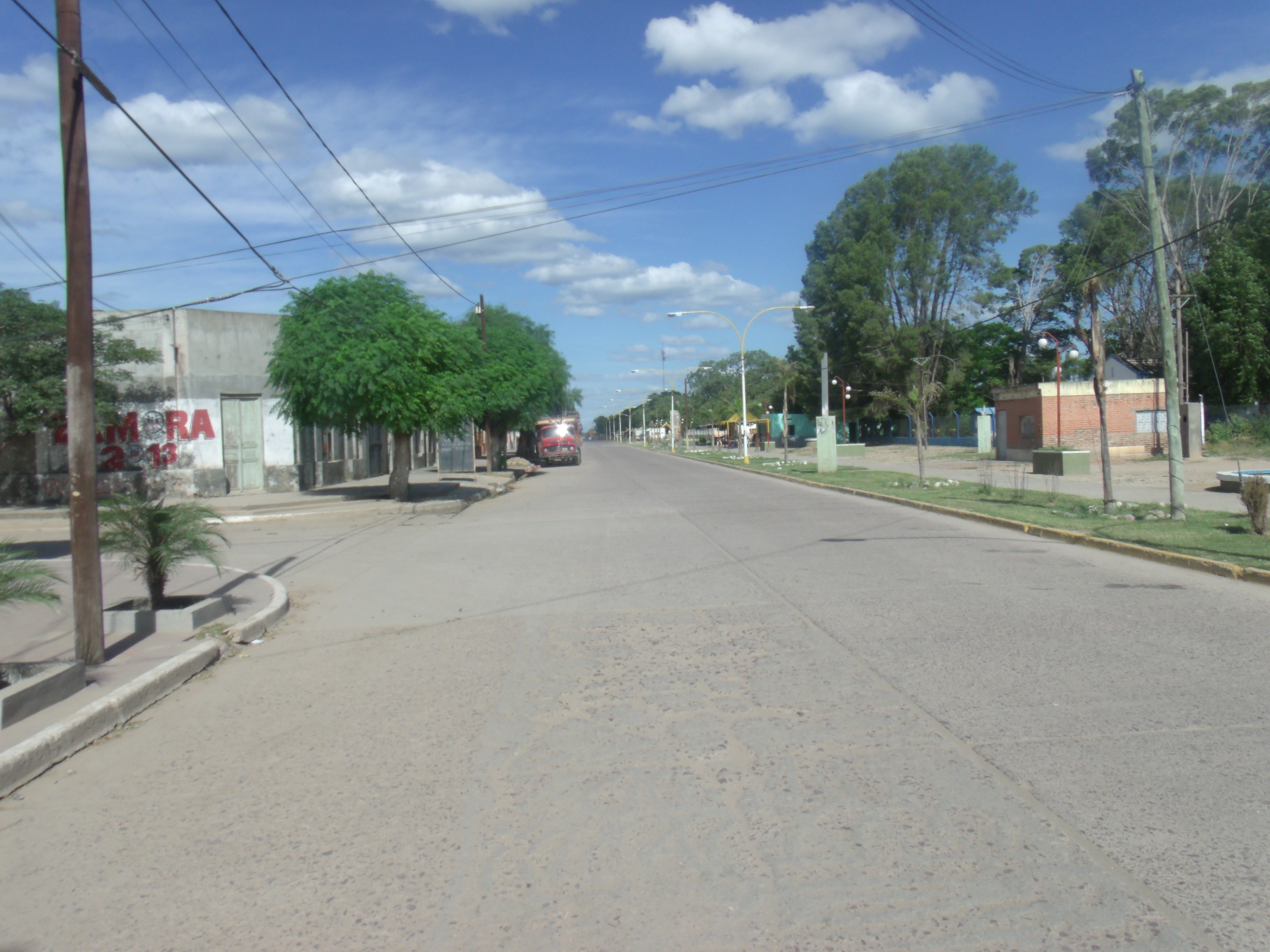
Ruta Nacional 89 cuando atraviesa el ejido urbano de Suncho Corral

Dicen los estudios que del 85% de durmientes de quebracho colorado que proveyó Santiago del Estero para la construcción del Ferrocarril, el 75% salió del Departamento Matará, que comprendía, Juan Felipe Ibarra, Sarmiento, Figueroa y parte de Moreno (Sarmiento recién se constituye en Departamento en 1911)
El sol incaico
Resalta nuestra pertenencia al imperio incaico, a la zona sur del Imperio, El Tihuantisuyo que terminaba cruzando el Dulce en Soconcho (hoy departamento Atamisqui y parte de Salavina) por Suncho Corral pasaba el Inca en su camino a Soconcho donde había “asentamiento real”, la ruta era bajando de Lima , tomando el Bermejo, luego el salado, pasaba por Suncho y en Villa Matará cruzaba el río y en línea recta, pasando por Mailing llegaba a Soconcho y de ahí al puerto. La otra ruta era la del Inca del Ande que bajaba, pasaba por el asentamiento de Tucumán y orillaba el Dulce esta ruta era menos transitada (lo contrario de lo que se muestra hoy con el famoso “Camino Real) por una razón lógica el Dulce es expandido y playo y la mayor parte del año estaba seco.
También homenajea al nativo al dueño de la tierra
El color Blanco
Es pureza,  y con el celeste marcan nuestra pertenencia a la Nación Argentina.
El negro de la barra donde descansa el campo verde es símbolo de la actividad carbonífera constante y permanente en Suncho Corral.
La Bandera posee los colores de las corrientes inmigratorias – Italia – España- Siria y Líbano-  razas que aportaron cultura para conformar nuestra idiosincrasia.
La Cruz de Matará
La presencia de La Cruz Catequista del Buen Jesús de Matará en nuestra Bandera simboliza nuestro arraigo a la Fe Católica y a la pertenencia al Curato de Matará.  El Curato abarcaba los Departamentos Matará. Hoy Juan Felipe Ibarra, (Sarmiento, surge como creación escindido del Departamento Matará en el año 1911) Belgrano, Figueroa y parte de Moreno.
El Curato fue el más importante de la Provincia puesto que de aquí comenzó la nueva evangelización de la Patria precisamente con La Cruz de Matará. Y en el Curato de Matará se desarrolló la economía que mantenía al resto de la provincia. La Capital ocupada en programar y llevar a cabo fundaciones de pueblo, daba lugar a que la economía se desarrolle en el Curato de Matará – Un Dato. En el año 1558 el curato de Matará Tenía 18.000 habitantes mientras el resto de los departamentos incluido capital no llegaban a los 8.000.-

## Escudo de la Ciudad
Los elementos constitutivos del Escudo de Suncho Corral corresponden a lo que Suncho Corral esencialmente es.
Presenta la idea central de PORTAL, se debe a que siempre fue referente de entrada hacia lo descocido a los montes vírgenes impenetrables mencionados con la denominación de GRAN CHACO.
Suncho Corral en momentos de confrontación con los aborígenes fue uno de los fortines del Salado Creados por El Gobernador Manuel Taboada, que custodiaban las fronteras de La Provincia.
El Portal se representa con la Tranquera que enmarca el escudo.
En la parte superior reforzando el marco están las vías del ferrocarril, pues fue el ferrocarril quien dio impulso al desarrollo del País y por ende a la zona.
En el cuerpo se advierten tres campos triangulares, el derecho subdividido.
El campo izquierdo de color azul representa el mar con un barco. Es el signo de las corrientes inmigratorias que poblaron Suncho Corral El Triángulo Central presenta el celeste del agua del Salado con una tinaja propia de la cultura nativa ( Sunchituyoj) y contiene vida en su interior peces que por siglos fueron alimento de generaciones.
El Sol incaico y la Cruz de Matará referentes de identidad,  al Imperio Incaico y a la Fe Católica, precisamente con la Reliquia más Antigua del País como elemento pedagógico de evangelización.
El campo triangular derecho posee dos elementos de la labor esencial de la zona- Actividad forestal simbolizada en El Hacha y la labor agrícola en El Arado.
El campo presenta los colores de la actividad por eso la subdivisión El verde para lo agrícola y el colorado para el forestal.

## Parroquias de la Iglesia católica en Suncho Corral
| Diócesis  | Añatuya             |
| --------- | ------------------- |
| Parroquia | San Miguel Arcángel |